# Hideghét
Hideghét (szlovákul Studené, németül Gnadendorf) 1947 óta Dunahidas településrésze, korábban önálló falu Szlovákiában a Pozsonyi kerületben a Szenci járásban.
A településrész népessége az elmúlt évtizedekben robbanásszerűen növekszik Pozsony közelsége és a szuburbanizáció okán. A 2021-es népszámlálás településrészekre vonatkozó adatai szerint lakosságszáma pontosan 1000 fő, ebből 2,0 % magyar.

## Fekvése
Pozsonytól 15 km-re keletre fekszik.

## Története
Vályi András szerint "HIDEGHÉT. vagy Gadendorf. Magyar falu Posony Várm. földes Urai B. Jeszenák, G. Forgách, és több Uraságok, lakosai katolikusok, fekszik Fellnek szomszédságában, és annak filiája, határja két időre osztatott, kevés legelő mezein kivül semmi haszon vételekkel nem bír. Van benne egy régi formára épűltt kastély is, mely M. Forgách Familiához tartozik."
Fényes Elek szerint "Hideghét, (Gnadendorf), m. f., Pozson vmegyében, a pesti országutban, Pozsonhoz 1 1/2 órányira; 168 kath., 6 zsidó lak., középszerű szántóföldekkel. Rétje kevés; legelője elég. F. u. b. Jeszenák, Balassa, Bittera, s m. t."
1910-ben 123, túlnyomóan magyar lakosa volt. A trianoni békeszerződésig Pozsony vármegye Somorjai járásához tartozott. 1947-ben Dunahidashoz csatolták.

## Külső hivatkozások
- Dunahidas honlapja
- Hideghét Szlovákia térképén